# El verano en que me enamoré
El verano en que me enamoré (En inglés: The Summer I Turned Pretty) es una serie de televisión de drama romántico estadounidense que se estrenó el 17 de junio de 2022 en Amazon Prime Video. Cuenta con siete episodios basados en la novela homónima de Jenny Han.
Antes del estreno, se renovó para una segunda temporada, que se estrenó el 14 de julio de 2023 y consta de ocho episodios.  En agosto de 2023, la serie se renovó para una tercera temporada y última temporada, de 11 episodios, se estrenó el 16 de julio de 2025. 

## Sinopsis
En unas vacaciones anuales de verano en la casa de la playa de unos amigos de la familia, Belly se reúne con sus amigos, los hermanos Conrad y Jeremiah, y se encuentra atrapada en un triángulo amoroso.

## Reparto

### Principales
- Lola Tung como Isabel "Belly" Conklin[8][9]
- Jackie Chung como Laurel Park
- Rachel Blanchard como Susannah Fisher
- Christopher Briney como Conrad Fisher
- Gavin Casalegno como Jeremiah Fisher
- Sean Kaufman como Steven Conklin
- Alfredo Narciso como Cleveland Castillo (principal temp. 1; invitado temp. 2)
- Minie Mills como Shayla (temporada 1)
- Rain Spencer como Taylor Jewel (principal temp. 2-3; recurrente temp. 1)
- Elsie Fisher como Skye (temporada 2)
- Kyra Sedgwick como Julia (temporada 2)
- Colin Ferguson como John Conklin (principal temp. 3; recurrente temp. 1-2)
- Tom Everett Scott como Adam Fisher (principal temp. 3; recurrente temp. 1-2)
- Kristen Connolly como Lucinda Jewel (temporada 3)[10]
- Isabella Briggs como Denise (temporada 3)[10]

### Recurrentes
- David Iacono como Cam (temporadas 1-2)
- Summer Madison como Nicole (temporadas 1-2)
- Zoé De Grand Maison como Agnes (temporada 3)[10]
- Sofia Bryant como Annika (temporada 3)[10]
- Lily Doneghue como Lacie Barone (temporada 3)[10]
- Tanner Zagarino como Redbird (temporada 3)[10]

## Producción

### Desarrollo
El 8 de febrero de 2021, Amazon dio a la producción la orden de una serie de siete episodios. Está basada en la novela homónima superventas de 2009 de Jenny Han. Está creada y producida ejecutivamente por Han. También son productores ejecutivos Gabrielle Stanton, Karen Rosenfelt, Nne Ebong y Hope Hartman.
El tráiler estrenado el 31 de mayo de 2022 se encuentra musicalizado con la canción This Love (Taylor's Version) por Taylor Swift.
El 8 de junio de 2022, antes del estreno, Amazon renovó la serie para una segunda temporada.
El 3 de agosto de 2023, antes del final de la segunda temporada, la serie fue renovada para una tercera temporada. 

### Casting
El 28 de abril de 2021, Lola Tung, Rachel Blanchard, Jackie Chung y Christopher Briney fueron elegidos para los personajes principales. En julio de 2021, Gavin Casalegno, Sean Kaufman, Minnie Mills y Alfredo Narciso se unieron al elenco principal, mientras que Summer Madison, David Iacono, Rain Spencer y Tom Everett Scott se unieron al elenco en papeles secundarios.

### Rodaje
La fotografía principal de la primera temporada tuvo lugar en 2021 en Wilmington, Carolina del Norte, las locaciones incluyeron Carolina Beach, Fort Fisher y la estación Padgett de Wave Transit en N. 3rd Street.
La filmación de la segunda temporada comenzó en julio de 2022 y concluyó en noviembre de 2022. 
Los miembros del elenco han confirmado que el rodaje de la tercera temporada estaba inicialmente programado para comenzar en 2023. Sin embargo, terminó retrasándose debido a las  huelgas del Sindicato de Guionistas y SAG-AFTRA que ocurrieron de mayo a noviembre de 2023. 
A fines de enero de 2024, se confirmó que la tercera temporada había entrado en preproducción en el área de Wilmington, con la vista puesta en una fecha de inicio en primavera. 
El 14 de mayo de 2024, se anunció que la tercera temporada había comenzado a filmarse. 

## Estreno
Los siete episodios de la primera temporada se estrenaron en Prime Video el 17 de junio de 2022.
Los primeros tres episodios de la segunda temporada se estrenaron el 14 de julio de 2023, y los cinco episodios restantes se lanzaron semanalmente hasta el final el 18 de agosto de 2023. 
Los primeros dos episodios de la tercera y última temporada se estrenaron el 16 de julio de 2025, y los nueve episodios restantes se lanzarán semanalmente, hasta el final de la serie, el 17 de septiembre de 2025.

## Recepción
El sitio web del agregador de reseñas Rotten Tomatoes informó un índice de aprobación del 82 % con una calificación promedio de 6.2/10, según once reseñas de críticos. Metacritic, que utiliza un promedio ponderado, asignó una puntuación de 72 sobre 100 basada en seis críticos, lo que indica «críticas generalmente favorables».